# Crociata dei tedeschi
La crociata dei tedeschi - conosciuta anche come massacri della Renania o  Gzerot Tatenu (ebraico:גזרות תתנו) - facente parte degli eventi della prima crociata, venne ufficialmente bandita il 27 novembre 1095 durante il concilio di Clermont da papa Urbano II. Innescò una persecuzione degli ebrei che portò alla distruzione delle comunità ebraiche di Spira, Worms e Metz e che alcuni storici definiscono come pogrom.
Particolarmente coinvolti nei massacri furono Pietro l'eremita e soprattutto il conte Emicho.
Secondo David Nirenberg, gli eventi del 1096 nella Renania "occupano un posto significativo nella moderna storiografia ebraica, e costituiscono il primo esempio di quell'antisemitismo il cui climax sarà l'Olocausto".

## Antefatto
Il clima di esaltazione religiosa scatenato dalle ferventi predicazioni dei fautori della Prima Crociata portò ben presto allo scatenarsi di persecuzioni nei confronti di chi, ben più vicino dei musulmani, veniva percepito come una minaccia alla fede. Gli ebrei, infedeli tanto quanto i musulmani e accusati di aver crocifisso Cristo, divennero ben presto un bersaglio.
Fra gli altri, Goffredo da Buglione, duca della Bassa Lorena, cominciando i preparativi per la crociata, fece voto di vendicare la morte di Cristo con il sangue degli ebrei. Anche il monaco benedettino Sigebert di Gembloux scrisse che, prima di far partire "una guerra in nome di nostro Signore" era essenziale che gli ebrei si convertissero, e coloro che avessero resistito andavano "privati dei loro beni, massacrati ed espulsi dalle città".
Le popolazioni ebraiche della Germania, terrorizzate dal clima di crescente ostilità, scrissero direttamente all'imperatore Enrico IV che esortò i suoi principi vassalli laici ed ecclesiastici a garantire la salvezza a tutti gli ebrei che si trovavano nelle loro terre. Ogni colonia ebraica versò all'imperatore 500 monete d'argento.

### La questione economica
Da molti secoli si erano stanziate in Europa, lungo le principali rotte commerciali, colonie ebraiche. Queste, composte principalmente da ebrei sefarditi, svolgevano un importante ruolo di intermediazione commerciale tra i musulmani ed i cristiani d'occidente. La proibizione dell'usura negli stati cristiani occidentali ed il suo rigoroso controllo nelle terre sotto il dominio di Bisanzio avevano permesso agli ebrei l'istituzione di case di credito.
Gli ebrei non godevano di diritti civili: tuttavia sia le autorità secolari che quelle ecclesiastiche concedevano speciale protezione a questi membri così utili della società e quindi queste colonie non subirono particolari persecuzioni. Questa situazione si interruppe praticamente con il passaggio dall'antica economia di servizi alla nuova economia monetaria: i cittadini più poveri ed i contadini, mancando di garanzie legali, si trovano a pagare alti interessi agli usurai. L'impopolarità degli ebrei aumentò fino all'XI secolo quando altre classi sociali cominciarono a prendere in prestito denaro da loro.
 Il movimento crociato fu la classica goccia che fece traboccare il vaso: per un cavaliere era molto costoso equipaggiarsi per la guerra e, in mancanza di terre o possedimenti da impegnare, doveva farsi prestare denaro dagli ebrei.

## Pietro l'Eremita e la predicazione della Crociata in Germania

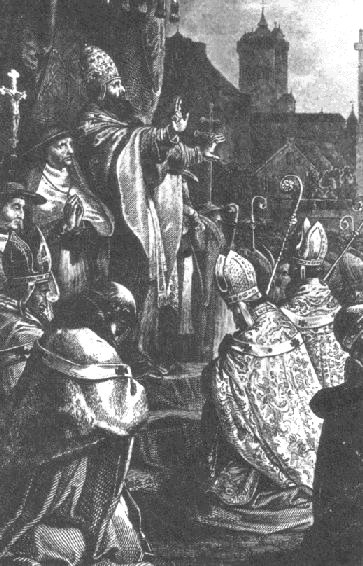
Urbano II predica la crociata al Concilio di Clermont

Il papa aveva chiesto ai vescovi di predicare la crociata: la predicazione trovò però i suoi più importanti attori in uomini umili come Roberto d'Arbrissel, fondatore dell'Ordine di Fontevrault, e il monaco itinerante Pietro d'Amiens, meglio conosciuto come Pietro l'eremita. Quest'ultimo era un uomo di bassa statura, di carnagione scura, con una faccia lunga e magra che camminava a piedi nudi, non mangiava né carne né pesce ed indossava uno sporco mantello da eremita.
Nonostante il suo umile aspetto, Pietro aveva il potere di commuovere gli uomini e da lui emanava una forte autorità.
La predicazione di Pietro, che probabilmente non poté assistere di persona all'appello del papa, incontrò particolare successo nelle regioni nord-occidentali dell'Europa, soprattutto tra i ceti più poveri. Con i suoi seguaci, che alcuni storici stimano in quindicimila uomini, giunse a Colonia il 12 aprile 1096.

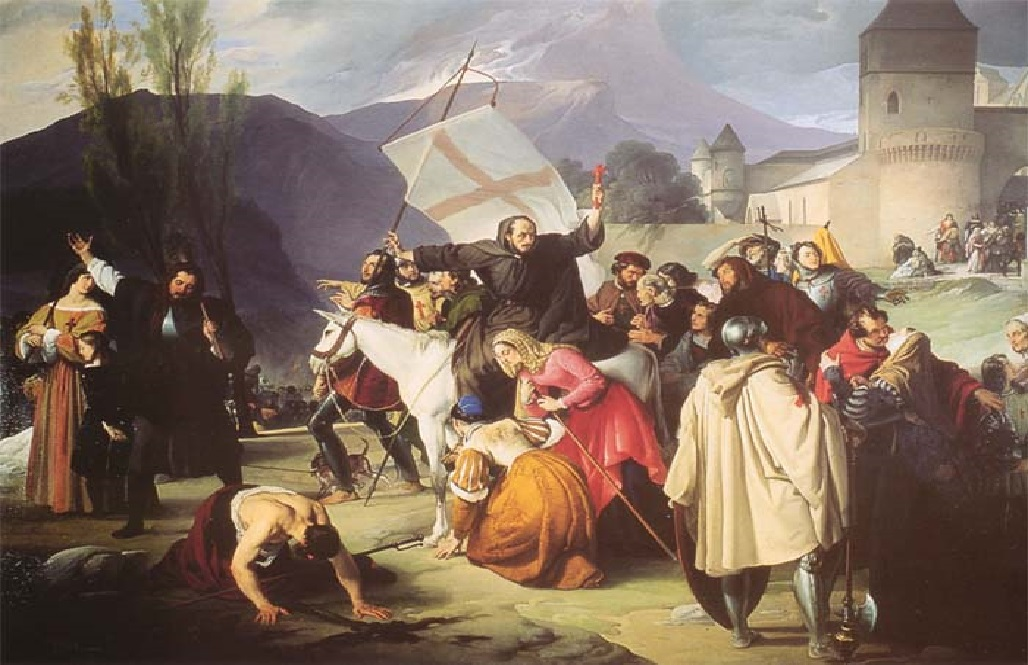
Francesco Hayez, Pietro l'Eremita predica la crociata, 1828.

La folla riunita da Pietro comprendeva uomini di molte regioni e di molti tipi, il cui unico legame era rappresentato dalla fede e dalla prospettiva di un futuro migliore per loro e le loro famiglie. Pietro capì l'importanza di aggregare a questa moltitudine qualche membro della nobiltà locale; mentre in Francia ed in Italia molti grandi signori avevano aderito all'idea della Crociata impegnandosi per essa, nessun grande signore tedesco partiva per la guerra santa. Come sempre, la predicazione di Pietro ebbe successo e numerosi membri della piccola nobiltà tedesca aderirono alla Crociata.
Partito con le sue truppe alla volta dell'Oriente, nella Crociata dei poveri, Pietro lasciò in Germania il suo discepolo Gottschalk perché raccogliesse un nuovo esercito.

## Emicho di Leiningen
Verso la fine di aprile tre nuovi eserciti erano pronti a seguire Pietro: oltre a quello organizzato da Gottschalk, mossero dalla Renania gli uomini raccolti da Volkmar e dal conte Emicho di Leiningen. Quest'ultimo, che già si era conquistato la fama di brigante violento, comprendendo come il fervore religioso potesse facilmente essere utilizzato a suo vantaggio personale e ignorando gli ordini dell'imperatore Enrico, persuase i suoi seguaci a dare inizio alla crociata attaccando la comunità ebraica di Spira.
L'intervento del vescovo della città permise di salvare la comunità: soltanto dodici ebrei furono trucidati. Ma il piccolo massacro eccitò gli appetiti di Emicho. Il secondo massacro avvenne a Worms. In un privilegio dell'anno 1090 Enrico IV aveva fissato i diritti degli ebrei di Worms. Essi erano: tutela della vita e della proprietà, libertà economica e religiosa, diritto a servirsi di servitori di religione cristiana, autonomia della comunità per quanto riguardava la giurisdizione tra ebrei, e fissazione di una procedura vincolante per le liti tra ebrei e cristiani. Si trattava di una normativa rivoluzionaria, che avrebbe segnato per secoli, sia in positivo che in negativo, le relazioni tra ebrei e cristiani. E proprio Worms fu teatro del secondo massacro perpetrato da Emicho, il 20 maggio. Anche a Worms il vescovo della città intervenne a difesa degli ebrei, senza però successo: molti di loro furono trucidati addirittura nel palazzo vescovile.
Il 25 maggio Emicho giunse a Magonza (Magonza-Bingen): l'arcivescovo Rothard aveva fatto però chiudere le porte della città. Con l'aiuto di amici, Emicho riuscì comunque ad entrare il giorno seguente. La colonia ebraica offrì al signorotto renano sette libre d'oro in cambio della salvezza. Il tentativo non ebbe l'esito aspettato: Emicho attaccò il palazzo di Rothard, dove molti ebrei avevano trovato rifugio, costringendo l'arcivescovo a fuggire e massacrando tutti gli ebrei che incontrò. Quel giorno e nei due giorni seguenti furono massacrati circa un migliaio di ebrei.
A Colonia, dove Emicho e le sue truppe giunsero il 1º giugno, preceduti da tumulti antiebraici, la comunità locale era riuscita a rifugiarsi nelle campagne: la sinagoga fu incendiata ed un uomo ed una donna furono uccisi perché si rifiutarono di abiurare. Ancora una volta il vescovo locale cercò di impedire ulteriori eccessi. Dopo Colonia le truppe di Emicho si divisero in due tronconi: uno, al comando dello stesso Emicho, mosse verso l'Ungheria, l'altro verso la valle della Mosella.
Quest'ultimo aggredì Treviri e Metz; Emicho massacrò invece le comunità di Neuss, Wevelinghofen, Eller e Xanten.

## L'intervento ungherese

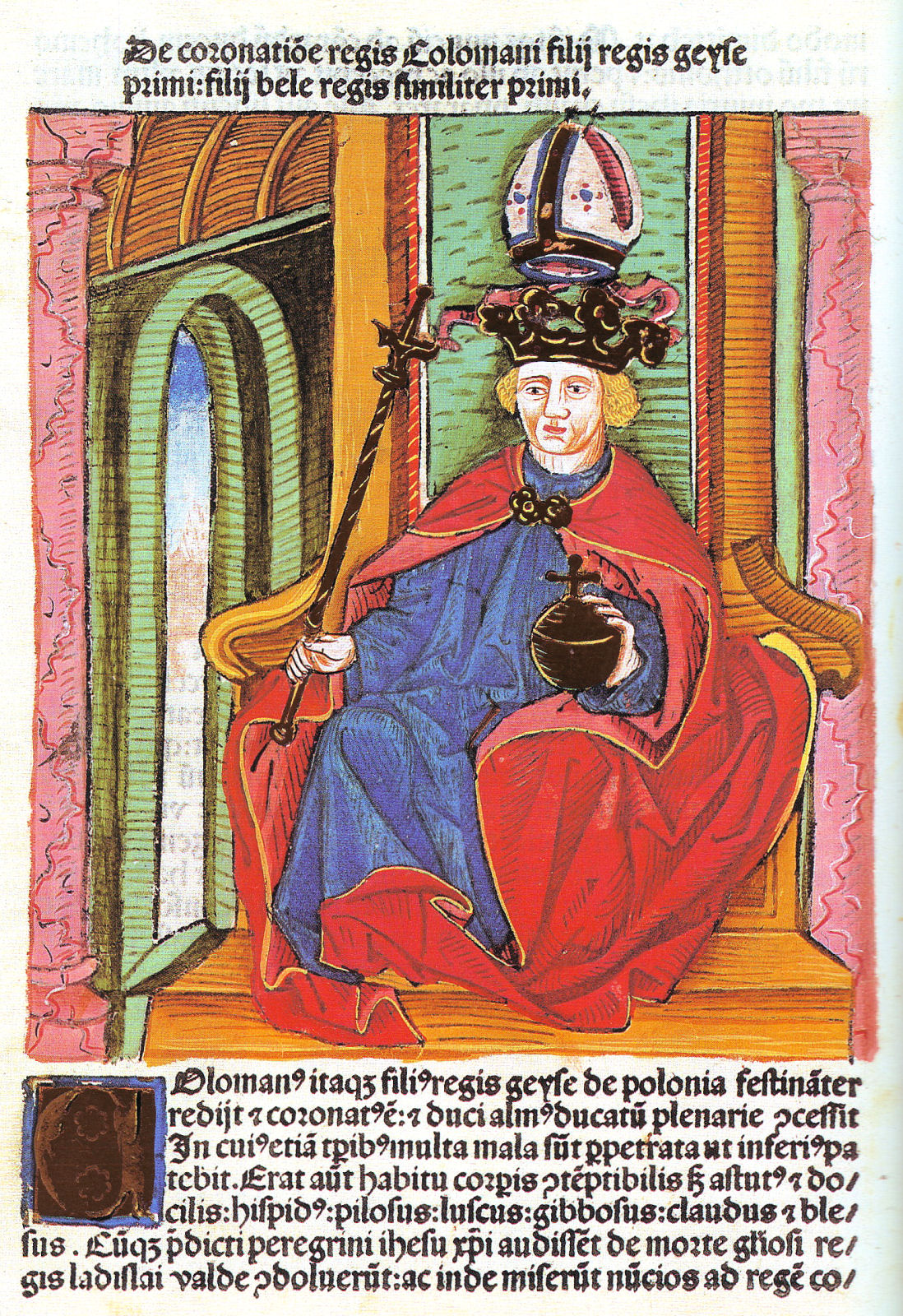
Re Coloman d'Ungheria (1074-116)

Il 30 giugno l'esercito di Volkmar giunse a Praga: esaltati dalle notizie delle imprese di Emich, i suoi seguaci iniziarono a massacrare la comunità ebraica della città. Le autorità civili non poterono frenarli, mentre le veementi proteste dell'arcivescovo Cosma furono ignorate. Lasciata Praga, Volkmar entrò nel Regno d'Ungheria e a Nitra (oggi in Slovacchia), la prima importante città che incontrò, tentò di ripetere la strage di Praga: gli ungheresi non erano però disposti a tollerare questa condotta. L'esercito di Volkmar fu attaccato e disperso.
Anche le truppe di Gottschalk massacrarono nel loro cammino una comunità ebraica: quella di Ratisbona. Penetrate in Ungheria a Wiesselburg (Moson), queste truppe godettero inizialmente dell'appoggio logistico offerto da re Coloman d'Ungheria (Könyves Kálmán). Dopo i primi scontri però, dovuti all'indisciplina dei crociati, e informato dagli eventi di Nitra, re Coloman ordinò al suo esercito di attaccare quello crociato: tutti gli uomini di Gottschalk perirono nel massacro.
Alla notizia dell'arrivo delle truppe di Emich, più numerose ed organizzate di quelle di Volkman e Gottschalk, re Colomanno fu seriamente allarmato. Per sei settimane gli uomini di Emich combatterono gli ungheresi in una serie di piccole scaramucce in capo al ponte che conduceva a Wiesselburg. Alla fine i crociati riuscirono ad aprirsi un varco ma, proprio quando la caduta della città sembrava imminente, il panico gettò i crociati nel più completo disordine. La causa di questa improvvisa paura è probabilmente da ricercarsi nella notizia dell'arrivo del grosso delle truppe ungheresi a difesa di Wiesselburg. La guarnigione della città riuscì a sbaragliare completamente le truppe di Emich.
Poi le truppe superstiti si dispersero: alcuni, come lo stesso Emich, tornarono a casa, altri si aggregarono all'esercito di Goffredo da Buglione.